# В'язова (Воткінський район)
В'я́зова (рос. Вязовая) — присілок у Воткінському районі Удмуртії, Росія. До 2004 року мало статус селища.
Населення становить 3 особи (2010, 5 у 2002).
Національний склад (2002):
- росіяни — 60 %
- удмурти — 40 %

Урбаноніми:
- вулиці — Ставкова, Яблунева